# Kerry Walker
 Kerry Ann Walker, née le 29 février 1948  à Sydney en Australie, est une actrice australienne de cinéma et de théâtre, également dramaturge.

## Biographie
Kerry Walker sort diplômée du National Institute of Dramatic Art en 1974.

## Filmographie partielle
- 1978 : La Nuit, un rôdeur de Jim Sharman : Felicity Bannister
- 1983 : Double Deal de Brian Kavanagh : Sibyl Anderson
- 1985 : Bliss de Ray Lawrence
- 1993 : La Leçon de piano de Jane Campion : tante Morag
- 2001 : Moulin Rouge de Baz Luhrmann : Marie

## Œuvre
- 1989 : Knuckledusters: The Jewels of Edith Sitwell (One-woman-show)